# Vivien Keszthelyi
Vivien Keszthelyi (Debrecen, Hajdú-Bihar, 7 de dezembro de 2000) é uma piloto profissional de automóveis húngara.

## Carreira
Keszthelyi começou sua carreira no automobilismo aos 13 anos e obteve considerável sucesso nas classes de base de carros de turismo em seu país natal. Sua primeira experiência em corridas de monolugares veio em 2019 quando disputou o Campeonato Asiático de Fórmula 3 (atual Campeonato de Fórmula Regional Asiática). No mesmo ano disputou a temporada inaugural da W Series. Em 2021, Keszthelyi integra o grid da Campeonaro Euroformula Open pilotando pela equipe Team Motopark. Ela será o primeiro piloto húngaro na categoria.

## Registros na carreira

### Sumário
| Temporada | Categoria                       | Equipe                | Corridas | Vitórias | Poles | V.M.R. | Pódios | Pontos | Classificação |
| --------- | ------------------------------- | --------------------- | -------- | -------- | ----- | ------ | ------ | ------ | ------------- |
| 2014      | Suzuki Swift Cup Europe         | Oxxo Motorsport       | ?        | ?        | ?     | ?      | ?      | ?      | 6.º           |
| 2015      | Suzuki Swift Cup Europe         | Oxxo Motorsport       | ?        | ?        | ?     | ?      | ?      | ?      | 3.º           |
| 2016      | Central European Zone Trophy    | Team VRS              | ?        | ?        | ?     | ?      | ?      | ?      | 1.º           |
| 2017      | Audi Sport TT Cup               | N/A                   | 11       | 0        | 0     | 0      | 0      | 65     | 13.º          |
| 2018      | Audi Sport Seyffarth R8 LMS Cup | Team VRS              | 12       | 0        | 0     | 0      | 3      | 129    | 2.º           |
| 2019      | W Series                        | Hitech GP             | 4        | 0        | 0     | 0      | 0      | 1      | 17.º          |
| 2019      | Fórmula 3 Asiática              | BlackArts Racing Team | 9        | 0        | 0     | 0      | 0      | 13     | 13.º          |
| 2021      | Eurofórmula Open                | Team Motopark         | 12       | 0        | 0     | 0      | 0      | 12     | 20.º          |